# 표 (성씨)
표(表)씨는 한국의 성씨이다. 2015년 대한민국 통계청 인구주택총조사에서 30,743명으로 조사되어 인구 78위이다. 본관은 신창(新昌)과 죽산 (竹山) 있다.

## 신창 표씨
신창 표씨(新昌表氏)는 충청남도 아산시 신창면을 본관으로 한다.
후주(後周)의 이부상서(吏部尙書) 표대박(表大㺪)이 960년(광종 11년) 고려에 귀화하였다고 한다.
표대박 이후 세보가 실전되어 충숙왕 때 좌리공신(左理功臣)에 올라 온창백(溫昌伯)에 봉해진 표인려(表仁呂)를 기세조로 한다.
『고려사』에 표덕린(表德麟)이 1363년(공민왕 12년) 김용(金鏞)의 난을 진압하여 밀성군에 유배 보낼 때 순군제공(巡軍提控)으로서 김용을 압송하였고, 판도판서(版圖判書), 밀직부사(密直副使)를 역임한 사실이 기록되어 있다. 표영(表營)은 1389년(창왕 원년)에 판사(判事)를 지낸 것으로 기록되어 있다.
1세 표인려(表仁呂)는 합문지후(閤門祗侯), 2세 표광원(表光遠)은 대부(大夫), 3세 표을충(表乙忠)은 군기시소윤(軍器寺少尹)를 지냈다. 4세 표하(表河)는 온수감무(溫水監務), 표별(表潎)은 참봉을 지냈다.
표하의 아들인 표계(表繼)가 1429년(세종 11년) 문과에 급제하여 사헌부감찰(司憲府監察)을 역임했다.
표계의 아들인 표연말(表沿沫, 1449년 ∼ 1498년)도 1472년(성종(成宗) 3년) 문과에 급제하여 이조참판(吏曹參判), 대사성(大司成), 대제학(大提學)을 역임하였다.
표연말의 아들인 표빙(表憑)은 1513년(중종(中宗) 8년) 문과에 장원 급제하여 직제학(直提學)에 이르렀다.
표별(表潎)의 증손인 표빈(表贇)도 1520년(중종 15년) 문과에 급제하여 형조 좌랑(刑曹佐郞), 사헌부 집의(司憲府執義), 전라도 도사(全羅道都事), 울산군수(蔚山郡守), 안동부사(安東府使), 김해부사(金海府使) 등을 지냈고, 울산군수 재임 시에 선정을 베풀어 청백리에 녹선되었다.